# 广东杜鹃
广东杜鹃（学名：Rhododendron kwangtungense）为杜鹃花科杜鹃花属下的一个种。

## 扩展阅读
- 維基物種上的相關：广东杜鹃